# Michel Bécot
Pour les articles homonymes, voir Bécot.
Michel Bécot, né le 10 octobre 1939, est un homme politique français, membre du groupe UMP au Sénat. 
Chef d'entreprise de profession, il est élu sénateur des Deux-Sèvres le 24 septembre 1995, réélu le 26 septembre 2004.

## Anciens mandats
- Vice-président du conseil régional de Poitou-Charentes
- Président de la communauté de communes Terre de Sèvre
- Maire de Moncoutant